# Ben 10
Ben 10 (angleško Ben ten) je ameriška animirana serija za starejše otroke. Predvajajo jo na programu Cartoon Network. 

## Vsebina
Ben Tennyson je desetletni deček, ki s svojo sestrično Gwen in dedkom Maxom, bivšim vojakom, preživlja aktivne počitnice. Na enem izmed potovanj odkrije nenavadno uro, imenovano Omnitrix, s pomočjo katere se lahko spreminja v različna nadnaravna bitja z neverjetnimi močmi. Spozna, da je bil izbran za reševanje sveta pred neprijaznimi in hudobnimi vesoljci.

### Bitja, v katere se Ben spreminja
- Four Arms (trimetrsko bitje s štirimi rokami, varuje ga poseben ščit)
- XLR8 (bitje z izjemnimi refleksi, doseže hitrost 800 km/h)
- Heatblast (bitje nadzoruje ogenj in strelja ognjene izstrelke)
- Diamondhead (bitje ima telo trše od diamanta, kristalni izstelki so ostri kot britev)
- Wildmutt (bitje atletskih sposobnosti z izostrenimi čutili za voh, sluh in okus)
- Ripjaws (bitje, ki je gibčno v vodi in ima ogromne kremplje in zobe)
- Upgrade (bitje, ki ima sposobnost združevanja s stvarmi)
- Grey Matter (12,7 cm visoko inteligentno bitje z lepljivo kožo)
- Stinkfly (leteče bitje z akrobatskimi sposobnostmi, izloča sluz in smrdljiv plin)
- Ghostfreak (bitje, ki lahko postane nevidno, hodi skozi zidove in vstopa v tuja telesa)

Posamezne risanke so sinhronizirane v slovenščino.